# Ludwigskirche (Straßburg)

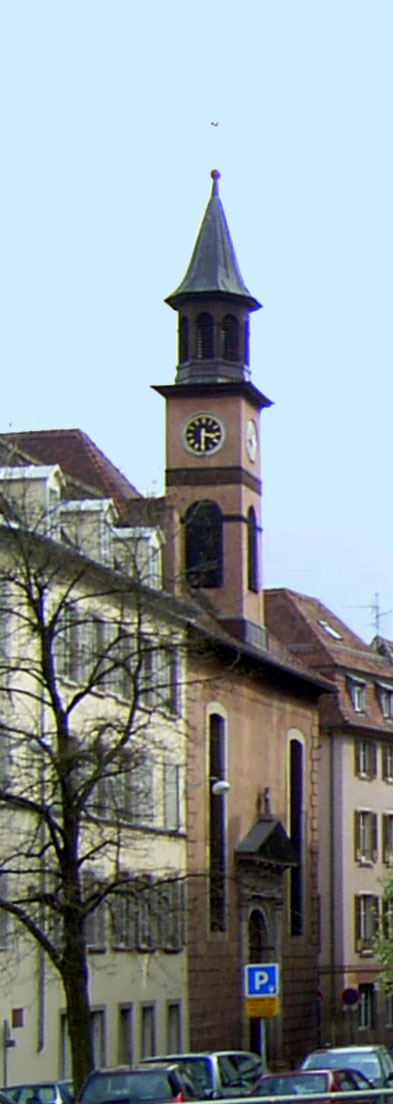
Fassade der Kirche

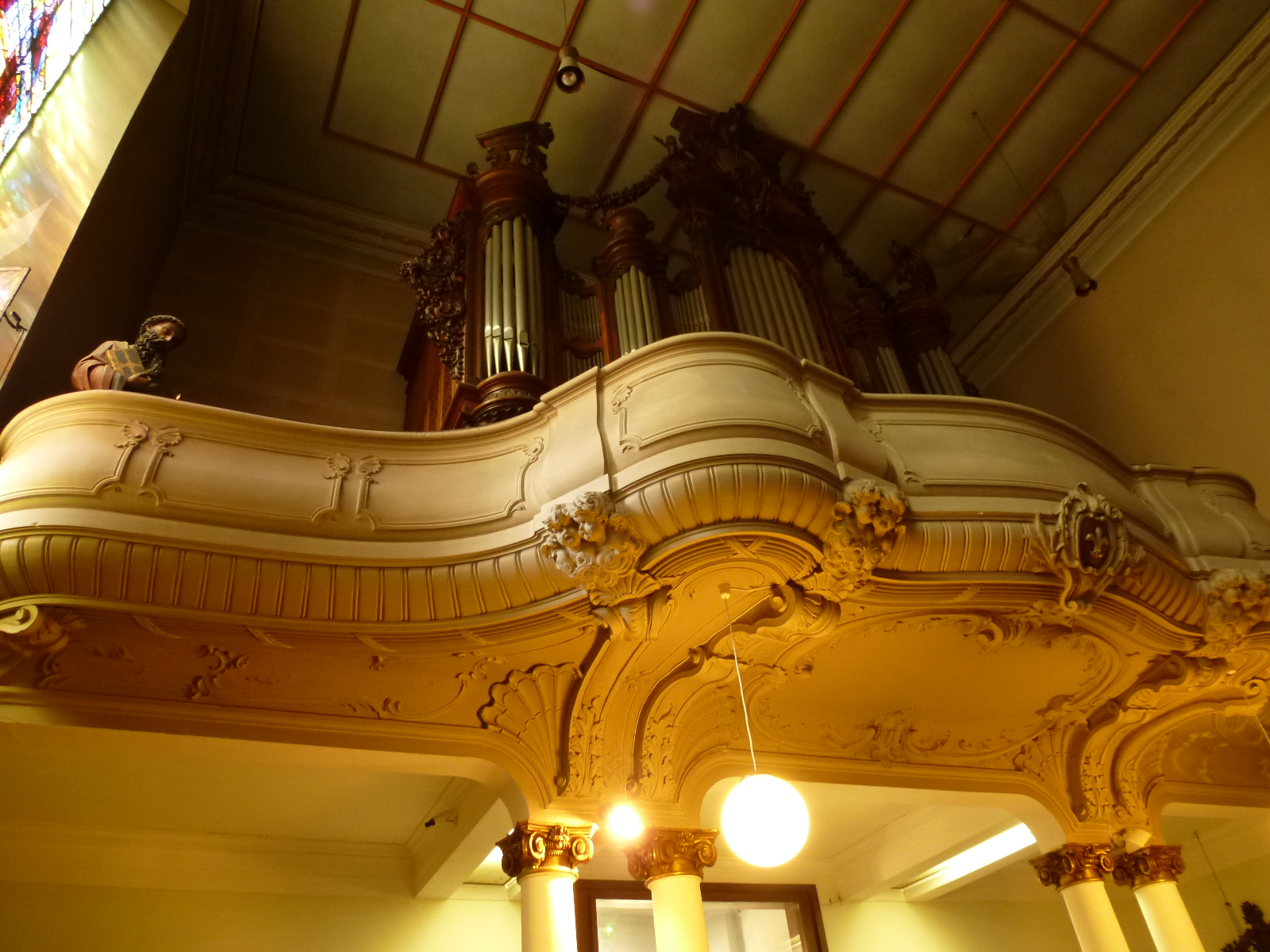
Die Orgel

Die katholische Pfarrkirche St. Ludwig (Église Saint-Louis) ist eine kleine barocke Kirche in der Innenstadt von Straßburg im Elsass. Sie ist nicht zu verwechseln mit der neugotischen protestantischen Pfarrkirche St. Ludwig / Saint-Louis im Straßburger Stadtteil La Robertsau.

## Geschichte
An der Stelle der Kirche befand sich bis zur Reformation ein Karmeliterkloster. 1528 wurde dieses säkularisiert und dessen Gebäude in Wohnhäuser verwandelt. 
1687 gründete Ludwig XIV. im Zuge der Rekatholisierung des Elsasses die heutige Kirche, die er seinem königlichen Vorgänger Saint-Louis widmete. 1790, im Zuge der Französischen Revolution, wurde die Kirche in ein Tabaklager verwandelt. 1805 brannte sie ab. 1827 wurde die wiederhergestellte, äußerlich extrem schlicht gehaltene Kirche erneut eingeweiht. 

## Ausstattung
Im Laufe des 19. Jahrhunderts erhielt sie eine teils neubarocke, teils zeitgenössische Ausstattung. Am bemerkenswertesten sind die denkmalgeschützte Orgel von 1896 sowie die Chorgemälde von Martin von Feuerstein.

### Orgel
Die Orgel wurde von Charles und Edgard Wetzel in einem neobarocken Orgelgehäuse erbaut. Sie ersetzte ein Instrument von Jean-Conrad Sauer. Das Orgelwerk selbst lehnt sich an Orgeln von Cavaillé-Coll an. Es hat 25 Register auf zwei Manualen und Pedal. Das Hauptwerk (Grand Orgue) ist mit Barker-Maschinen ausgestattet. Das Instrument wurde im Laufe der Zeit nur geringfügig modifiziert. 1973 wurden etliche Pfeifenreihen im Hauptwerk (Grand Orgue) gestohlen. Sie wurden 1983 ersetzt.
| Grand Orgue C–g3 |               |     |
| 1.               | Bourdon       | 16′ |
| 2.               | Montre        | 8′  |
| 3.               | Bourdon       | 8′  |
| 4.               | Flûte         | 8′  |
| 5.               | Prestant      | 4′  |
| 6.               | Cor de nuit   | 4′  |
| 7.               | Doublette     | 2′  |
| 8.               | Fourniture IV |     |
| 9.               | Cymbale III   |     |
| 10.              | Trompette     | 8′  |

| II Récit expressif C–g3 |                  |        |
| 11.                     | Bourdon          | 8′     |
| 12.                     | Salicional       | 8′     |
| 13.                     | Voix céleste     | 8′     |
| 14.                     | Prestant         | 4′     |
| 15.                     | Nasard           | 2 ⁄3′  |
| 16.                     | Quarte de nasard | 2′     |
| 17.                     | Tierce           | 1 3⁄5′ |
| 18.                     | Cymbale III      |        |
| 19.                     | Basson/Hautbois  | 8′     |
|                         | Trémolo          |        |

| Pédale C–f1 |             |     |
| 20.         | Contrebasse | 16′ |
| 21.         | Soubasse    | 16′ |
| 22.         | Basse       | 8′  |
| 23.         | Prestant    | 4′  |
| 24.         | Bombarde    | 16′ |
| 25.         | Trompette   | 8′  |

- Koppeln: II/I, I/P, II/P

## Ritus
Seit September 2012 dient die Kirche sowohl der örtlichen als auch der Glorreichen-Kreuz-Gemeinde (Paroisse La Croix glorieuse). Letztere zelebriert die Tridentinische Messe. Pater (Abbé) Gouyaud war dann zur selben Zeit Pfarrer der Pfarrei Sankt-Ludwig, sowie der Pfarrei vom Glorreichen-Kreuz. Ab September 2021 trat Abbé Florent Molin, als Mitglied der Missionare der göttlichen Barmherzigkeit, die Nachfolge von Abbé Gouyaud an.